# NGC 5041
NGC 5041 é uma galáxia espiral (Sc) localizada na direcção da constelação de Coma Berenices. Possui uma declinação de +30° 42' 19" e uma ascensão recta de 13 horas, 14 minutos e 32,5 segundos.
A galáxia NGC 5041 foi descoberta em 19 de Abril de 1865 por Heinrich Louis d'Arrest.